# ミヤマハッカン
ミヤマハッカン（深山白鷴、学名：Lophura leucomelanos）は、キジ目キジ科に分類される鳥類の一種。

## 分布
ヒマラヤ、タイに分布する。また、アメリカ合衆国のハワイ州に1962年に導入され、帰化している。

## 画像

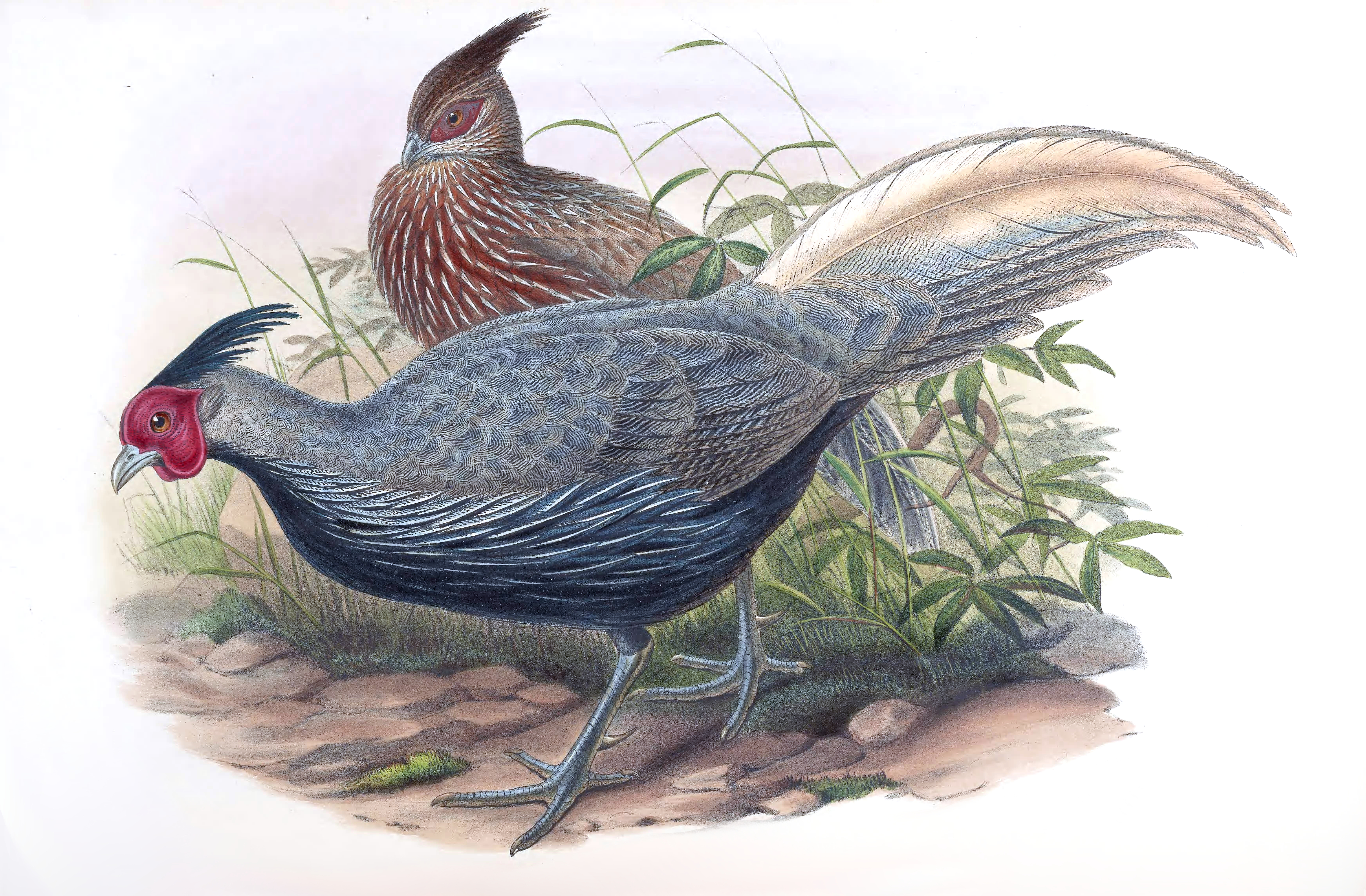

## 形態
特徴は写真参照。

## 参照・注釈
1. ↑  Lophura leucomelanos  (Species Factsheet by BirdLife International)
2. ↑  ハワイの動物　ミヤマハッカン（英文）